# Saint-Julien, Côte-d'Or
 Saint-Julien  là một xã ở tỉnh Côte-d'Or trong vùng Bourgogne-Franche-Comté, phía đông nước Pháp. Khu vực này có độ cao trung bình 245 mét trên mực nước biển.